# Пульниково
Пу́льниково (рос. Пульниково) — село у складі Пишминського міського округу Свердловської області.
Населення — 398 осіб (2010, 469 у 2002).
Національний склад станом на 2002 рік: росіяни — 96 %.